# Вранец
Вранец е винен сорт грозде, широко разпространен в Сърбия, Черна Гора и Северна Македония.
Известен е и с наименованията: Вранац, Вранац кръстач, Вранак.
Лозите се отличават със силен растеж и висока родовитост. Сортът е устойчив на гъбични заболявания. Гроздето узрява в началото на месец септември.
Гроздовете са средни или големи, конични, рехави или със средна плътност. Зърна средни, яйцевидни или полуовални, черни. Кожицата съдържа голямо количество багрилни вещества. Месото е сочно.
От гроздето се произвеждат качествени сухи вина със специфичен вкус и характер, подходящи за стареене.